# Mesochorus inversus
Mesochorus inversus là một loài tò vò trong họ Ichneumonidae.